# Nymphaea elegans
Nymphaea elegans (лат.) — вид растений рода Кувшинка (Nymphaea) семейства Кувшинковые (Nymphaeaceae).

## Ботаническое описание
Вид имеет неразветвлённые корневища, которые не образуют столонов. Черешок не имеет трихом. Верхняя поверхность листа зелёная, погружённая сторона листа пурпурная.
Душистые цветки — протогины. В первый день цветения они являются функционально женскими. В последующие два дня они становятся функционально мужскими.
Видовой эпитет elegans означает «прекрасный», «элегантный», «красивый».

## Таксономия
Типовой экземпляр был собран из пруда у истоков реки Леона в 1849 году Чарльзом Райтом в штате Техас.

## Распространение

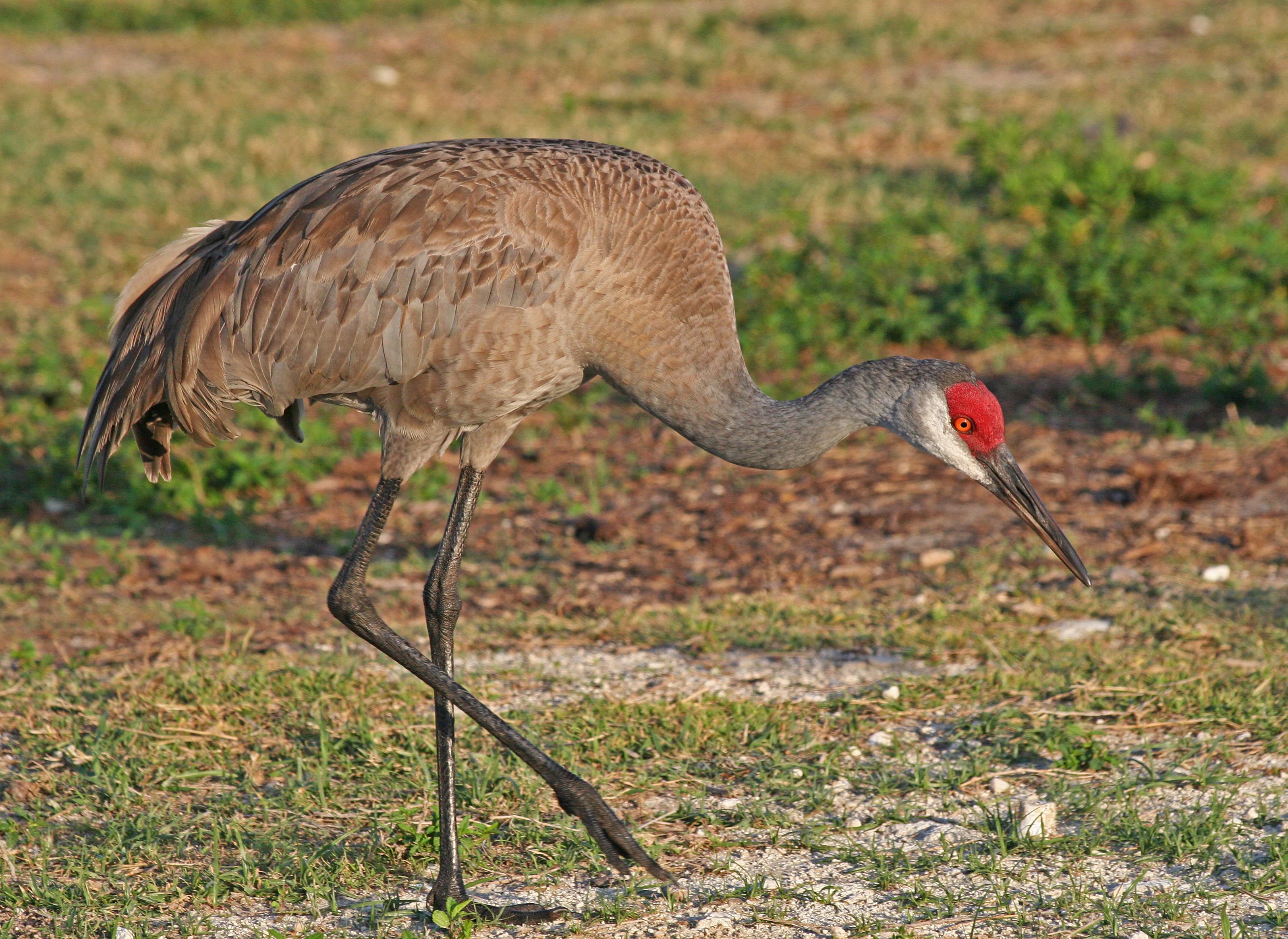
Nymphaea elegans является источником пищи для канадских журавлей

Родина вида — США (Луизиана, Флорида и Техас), Мексика и Багамские острова. Был интродуцирован в Колумбию. Кроме того, сообщалось, что он встречается в Аргентине.
По имеющимся данным, Nymphaea elegans является важным кормовым растением для канадского журавля в Техасе (США). Оно составляет 8,7 % от объёма их рациона.

## Применение
Используется в медицине и в пищу.